# USS New Ironsides (1862)
USS New Ironsides var det første søgående panserskib i US Navy, og det var en helt traditionel bredsidearmeret panserfregat, inspireret af de samtidige franske og engelske skibe. Langt de fleste af de følgende amerikanske panserskibe var derimod beregnet til kystnære opgaver, og havde USS Monitor som forbillede. Navnet var til ære for fregatten USS Constitution, der i krigen mod englænderne i 1812 havde fået tilnavnet "Old Ironsides" efter at have ødelagt den britiske fregat HMS Guerrière.

## Tjeneste
New Ironsides blev anvendt i adskillige operationer under den amerikanske borgerkrig, fordi skibets otte kraftige kanoner i begge bredsider kunne gøre alvorlig skade på modstanderne, mens den omfattende pansring beskyttede det. Efter afleveringen i august 1862 gik der nogle måneder med øvelsestogter, inden New Ironsides i januar 1863 sluttede sig til den Sydlige Atlantiske Blokadeeskadre, der blokerede havnene i South Carolina, Georgia og på Floridas østkyst. Skibet deltog i blokaden af Charleston, og medvirkede i sit første bombardement den 7. april 1863, da det sammen med otte andre pansrede skibe sejlede ind i Charlestons havn og gennemførte et langvarigt bombardement af Fort Sumter. New Ironsides blev ramt adskillige gange af fjendtlig beskydning, men i modsætning til flere af de øvrige deltagende skibe led det ingen større overlast. Det lykkedes ikke eskadren at ødelægge fortet, så den måtte trække sig tilbage med uforrettet sag. I sommeren 1863 beskød New Ironsides Konføderationens stillinger som led i den vellykkede erobring af Fort Wagner på Morris Island. Under denne operation blev skibet angrebet af en båd udrustet med en stangtorpedo den 21. august uden dog at tage skade. Den 5. oktober blev New Ironsides angrebet igen, denne gang med en stangtorpedo fra CSS David. Selv om torpedoen eksploderede ved skibssiden, var skaderne ikke værre, end at skibet kunne blive i sin eskadre til maj 1864, hvor det vendte tilbage til Philadelphia til reparationer og almindeligt eftersyn.
Da værftsarbejdet var gennemført i august 1864, kom New Ironsides i tjeneste igen, og blev i oktober en del af den Nordlige Blokadeeskadre. Skibet deltog i december i et større angreb på Fort Fisher i North Carolina, for at forhindre blokadebrydere i at bruge havnen i Wilmington. I første omgang mislykkedes angrebet, men den 13. januar vendte skibene tilbage og indledte en kraftig beskydning af fortet, der derefter blev erobret fra landsiden den 15. januar 1865. De følgende måneder leverede skibet støtte til Unionens operationer omkring Hampton Roads i Virginia. New Ironsides forlod aktiv tjeneste den 7. april 1865 og blev lagt op ved League Island, Philadelphia. Den 16. december 1866 blev skibet ødelagt af en brand om bord, der opstod i et komfur, som ikke var under opsyn.